# Gat oriental de pèl llarg
El gat oriental de pèl llarg és una raça de gat de pèl semi llarg i de "tipus oriental" que es caracteritza per tenir tota la bellesa i elegància del gat oriental i del gat siamès amb l'agregat d'un mantell de pèl semi llarg. Aquesta raça es pot considerar com una varietat que explora les possibilitats de color i distribució d'aquest dins del gat balinès o com a varietat de pèl semi llarg dins del gat oriental.

## Història
Es creu que el "gat oriental de pèl llarg" és el resultat del producte accidental d'encreuaments entre el gat balinès i el gat oriental de pèl curt ocorregudes a la dècada del 1980. Encara que els primers gats d'aquesta varietat són referenciats a Anglaterra el 1890 com a gat d'angora i es diferenciaven dels perses per tenir un cap angular, orelles més grans i mantell més llarg i sedós. Després se l'anomenava Angora Britànic per a diferenciar-lo de la raça "Angora Turc", i després del 1900 l'únic gat de pèl llarg reconegut oficialment pel GCCF a Anglaterra va ser la Raça Persa. Als Estats Units és una de les últimes races a ser acceptades dins de les races del grup Siamès-Oriental. El 1983 és reconegut pel seu nom en TICA, apte pel campionat del 1985 i el 1995 és acceptat pel CFA. La Federació Internacional Felina l'anomenava Javanès i Mandarí en altres associacions. L'any 2002, la GCCF va canviar de nom a l'"Angora Britànic" tal com el reconeix amb el seu nom actual Oriental de pèl llarg a Anglaterra.

## Característiques
Les principals característiques de la raça són el seu cos tubular i prim, el seu permanent estat actiu i atlètic, la combinació de bellesa amb aguda intel·ligència, la seva personalitat inquisitiva amb una distintiva naturalesa amorosa que els caracteritza i un mantell de pèl llarg major al del gat siamès o al del gat oriental. El pelatge pot variar en tota la varietat de colors i esquemes de distribució de color que inclouen sòlids, tigrats, taques de closca de tortuga, platejats i fumats així com particolors o tacats amb blanc (des de petites taques, bicolors, arlequins fins van).

## Descripció
- Cap: de talla mitjana però mai gran, té forma triangular amb el vèrtex a la punta del nas - mentó, les línies rectes laterals es continuen pels costats laterals de la cara sense depressions (pinch: depressió formada entre l'arc zigomàtic i el coixinet dels bigotis), per les orelles que són grans i acabades en punta. Aquest triangle pot variar d'equilàter a isòsceles.

- Perfil: llarg i continu que va de la punta del nas fins a la part superior del cap entre les orelles, està format per una línia suau sense depressions ni canvis bruscs d'angle, pot ser lleugerament convex. Nas llarg, recte, sense depressió naso-frontal pronunciada. Galtes camuses. Morro fi. Sense depressió entre l'arc zigomàtic i el coixinet dels bigotis, anomenada normalment pinch. Mentó ferm, formant una línia recta amb la punta del nas.

- Ulls: mitjans, són de forma ametllada i posicionats en forma obliqua, el que s'anomena tipus oriental i separats entre si per mai menys de la mida d'un ull. En tots els casos són de color d'acord amb el pelatge, preferint-los verds i valorant-se la intensitat i contrast amb el mantell.

- Orelles: de grans a extra grans, ben separades entre si, amples a la base, puntegudes, continuen els costats del triangle veient de front el cap. En alguns cas la base de l'orella pot estar lleument més a sota de la línia imaginària del triangle.

- Coll: prim, llarg, elegant, lleugerament arquejat.

- Cos: és llarg i tubular, delicadament muscular i ferm, sobre potes altes i primes. Espatlles i malucs de la mateixa amplada. L'estructura òssia és fina i delicada.

- Extremitats: d'ossada fina, llargues i primes. Peus ovalats petits.

- Cua: llarga i en forma de fuet, és a dir que s'afina de la base a la punta.

- Pèl: és fi i sedós, d'un llarg mitjà en el cos, una mica més llarg al coll, a la cua amb un efecte plomós i al coll suficient per formar un collaret. No tindrà textura o sub-pèl llanós, de manera que no és molt dens.

- Color del mantell: s'accepten tots els colors en totes les seves varietats.